# Lepidosira fuscata
Lepidosira fuscata är en urinsektsart som beskrevs av Womersley 1930. Lepidosira fuscata ingår i släktet Lepidosira och familjen brokhoppstjärtar. Inga underarter finns listade i Catalogue of Life.